# Claytonia udokanica
Claytonia udokanica är en källörtsväxtart som beskrevs av V.V. Zuev. Claytonia udokanica ingår i släktet vårskönor, och familjen källörtsväxter. Inga underarter finns listade i Catalogue of Life.